# 記憶體階層
記憶體階層是在電腦架構下儲存系統階層的排列顺序。每一層于下一層相比都擁有較高的速度和較低延遲性，以及較小的容量（也有少量例外，如AMD早期的Duron CPU）。大部分現今的中央處理器的速度都非常的快。大部分程式工作量需要記憶體存取。由于快取的效率和記憶體傳輸位於階層中的不同等級，所以實際上會限制處理的速度，導致中央處理器花費大量的時間等待記憶體I/O完成工作。
大部分電腦中的記憶體階層如下四層：
1. 暫存器–可能是最快的存取。在32位處理器，每個暫存器就是32位。x86處理器共有16個暫存器。
2. 快取（L1-L3：SRAM、L4：DRAM）
  1. 第一級快取（L1）–通常存取只需要幾個週期，通常是幾十個KB。
  2. 第二級快取（L2）–比L1約有2到10倍較高延遲性，通常是几百个KB或更多。
  3. 第三級快取（L3）–比L2更高的延遲性，通常有數MB之大。
  4. 第四級快取（L4）（不一定有）–CPU外部的DRAM，但速度較主記憶體高。
3. 主記憶體（DRAM）–存取需要幾百個週期，可以大到數十GB。
4. 硬碟儲存和固態硬碟儲存–需要成千上万個週期，容量非常大。